# Jogos Asiáticos de Inverno
Os Jogos Asiáticos de Inverno são um evento multiesportivo realizado desde 1986 a cada quatro anos, com a presença de Comitês Olímpicos Nacionais da Ásia. O evento foi sugerido pelo Comitê Olímpico Japonês. A cidade japonesa de Sapporo sediou as duas primeiras edições e sediará novamente os Jogos em 2017. Apesar de um início com poucas participações, na edição de 2007 todos os 45 membros do Conselho Olímpico da Ásia mandaram delegações, ainda que somente 26 deles tenham disputado as provas.

## Países participantes

Nações participantes.

Participam ou já participaram dos Jogos um total de 45 nações:
| - Afeganistão - Arábia Saudita - Bahrein - Bangladesh - Butão - Brunei - Camboja - Cazaquistão - China - Coreia do Sul - Coreia do Norte - Hong Kong - Emirados Árabes Unidos - Filipinas - Iêmen | - Índia - Indonésia - Iraque - Irão - Jordânia - Japão - Kuwait - Laos - Líbano - Macau - Malásia - Maldivas - Myanmar - Mongólia - Nepal |  | - Omã - Paquistão - Palestina - Catar - Quirguistão - Singapura - Sri Lanka - Síria - Tailândia - Tajiquistão - Timor-Leste - Turquemenistão - Taipé Chinesa - Uzbequistão - Vietnã |

## Edições

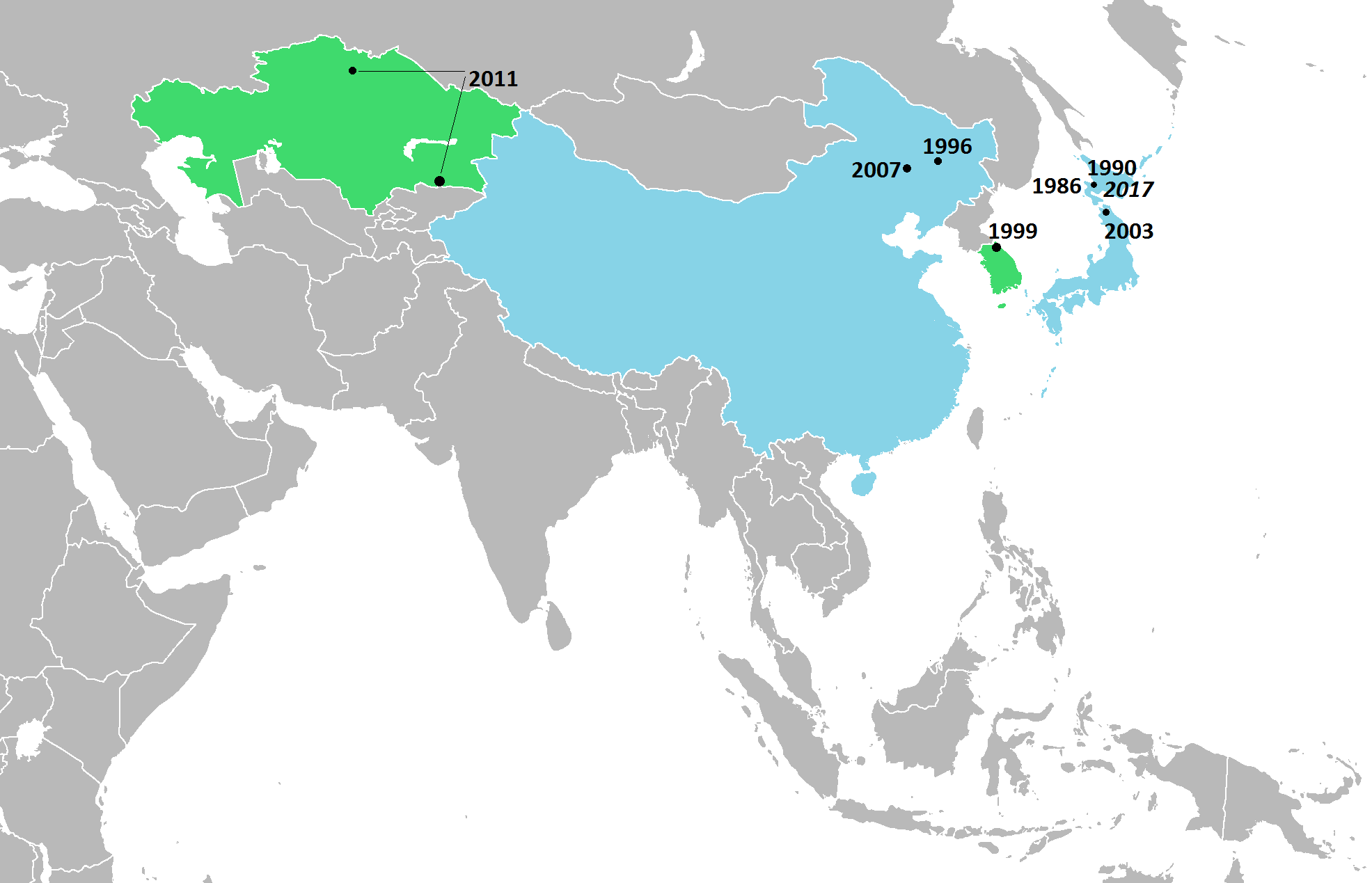
Mapa dos locais dos Jogos Asiáticos de Inverno. Países que já sediaram uma Olimpíada de Inverno estão sombreados da cor verde, enquanto que os países que já sediaram dois ou mais eventos, estão sombreadas de cor azul.

| Ano             | Cidade-sede                            | Duração                      | Países | Atletas | Eventos | Maior medalhista |
| --------------- | -------------------------------------- | ---------------------------- | ------ | ------- | ------- | ---------------- |
| 1986 (detalhes) | JPN Japão Sapporo                      | 1-8 de março                 | 7      | 430     | 35      | Japão            |
| 1990 (detalhes) | JPN Japão Sapporo                      | 9-14 de março                | 10     | 310     | 33      | Japão            |
| 1996 (detalhes) | CHN China Harbin                       | 4-11 de fevereiro            | 18     | 453     | 43      | China            |
| 1999 (detalhes) | KOR Coreia do Sul Província de Gangwon | 30 de janeiro-6 de fevereiro | 21     | 799     | 43      | China            |
| 2003 (detalhes) | JPN Japão Aomori                       | 1-8 de fevereiro             | 29     | 636     | 51      | Japão            |
| 2007 (detalhes) | CHN China Changchun                    | 28 de janeiro-4 de fevereiro | 25     | 796     | 47      | China            |
| 2011 (detalhes) | KAZ Cazaquistão Astana-Almati          | 30 de Janeiro-6 de fevereiro | 26     | 843     | 69      | Cazaquistão      |
| 2017 (detalhes) | JPN Japão Sapporo e Obihiro            | 19-26 de fevereiro           | 32     | 1145    | 64      | Japão            |
| 2025 (detalhes) | CHN China Harbin                       | 7-14 de fevereiro            |        |         |         |                  |
| 2029 (detalhes) | KSA Arábia Saudita Trojena             |                              |        |         |         |                  |

## Esportes
Já foram ou são disputados seis esportes, divididos em doze modalidades:
- Bandy
- Biatlo
- Curling
- Esqui
- Hóquei
- Patinação artística

## Quadro geral de medalhas
| Ordem | País            | Medalha de ouro | Medalha de prata | Medalha de bronze |     |
| ----- | --------------- | --------------- | ---------------- | ----------------- | --- |
| 1     | Japão           | 111             | 123              | 89                | 323 |
| 2     | China           | 82              | 71               | 96                | 249 |
| 3     | Cazaquistão     | 69              | 51               | 44                | 164 |
| 4     | Coreia do Sul   | 58              | 65               | 79                | 199 |
| 5     | Coreia do Norte | 1               | 4                | 11                | 16  |
| 6     | Uzbequistão     | 1               | 2                | 4                 | 7   |
| 7     | Líbano          | 1               | 1                |                   | 2   |
| 8     | Mongólia        |                 | 1                | 6                 | 7   |
| 9     | Irã             |                 | 1                | 2                 | 3   |
| 10    | Quirguistão     |                 |                  | 1                 | 1   |
| TOTAL | TOTAL           | 323             | 319              | 329               | 971 |